# 土器野刑場
土器野刑場（かわらけのけいじょう）は、愛知県清須市にあった尾張藩の刑場。

## 概要
尾張藩の刑場は名古屋城の南方の千本松原の中にあったが、寛文3年に土器野の地に移転した。面積は5〜6畝歩であったという。現在は、跡地の中央を名古屋鉄道名古屋本線が横切っている。
当地では磔・火刑・鋸挽き・斬首などが実施されたという。刑の実施に際して、名古屋城下入江町の住人がその任にあたった。また、その後処理については、当地上河原の住民が行ったとされる。

## 当地で処刑された主な人物
- 柿木金助[1] - 名古屋城の金鯱の鱗を盗んだとされる盗賊